# Alexei Wladimirowitsch Stantschinski

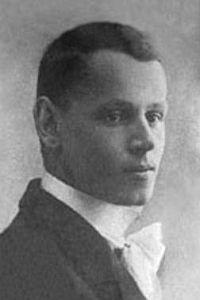
Alexei Wladimirowitsch Stantschinski.

Alexei Wladimirowitsch Stantschinski (russisch Алексей Владимирович Станчинский; * 9. Märzjul. / 21. März 1888greg. im Dorf Obolsunowo, Gouvernement Wladimir; † 19. Septemberjul. / 2. Oktober 1914greg. bei Smolensk) war ein russischer Komponist und Pianist.

## Jugend und Ausbildung
Bereits frühzeitig zeigte sich Stantschinskis musikalisches Talent. Als Sechsjähriger spielte er auf dem Klavier eigene Kompositionen, ab seinem zwölften Lebensjahr erhielt er in Moskau Privatunterricht bei Josef Lhévinne und Alexander  Gretschaninow. Nach seinem Abitur studierte er am Moskauer Konservatorium bei Konstantin Igumnow, Sergej Tanejew und Nikolai Schiljajew.

## Musikalisches Werk
Stantschinski schrieb seine ersten Klavierwerke in den Jahren 1907–1910. Bereits zu dieser Zeit galt er als herausragendes Talent. Jedoch litt er an psychischen Problemen, weshalb er ein Jahr in einer Nervenheilanstalt verbrachte. Nach seiner Entlassung entstanden seine wichtigsten Werke, alle für Klavier: drei Sonaten, zwölf Skizzen sowie Präludien in Kanonform. Stantschinski versuchte, Modalität, Polyphonie und Alexander Skrjabins atonale Kompositionstechnik mit den melodischen Themen der Tradition der russischen klassischen Musik zu verbinden. Die Klaviertechnik, die seine Kompositionen voraussetzen, ist äußerst schwierig. Seine letzte Aufführung am Moskauer Konservatorium am 2. März 1914 war laut Kritikern ein großartiger Erfolg.
Stantschinski starb im Herbst 1914 im Alter von 26 Jahren in der Nähe des Dorfes Logaschiowo (bei Smolensk) bei der Durchquerung eines eiskalten Flusses an einem Herzstillstand.

## Nicht-musikalische Hinterlassenschaft
Neben seinen Kompositionen hat Stantschinski auch ein literarisches Werk hinterlassen. Dieses umfasst zwei umfangreiche Tagebücher, Entwürfe für Schauspiele, Libretti sowie eine große Zahl von Gedichten.